# Distretto di Durağan
Il distretto di Durağan (in turco Durağan ilçesi) è uno dei distretti della provincia di Sinope, in Turchia.